# Diplodon pfeifferi
Diplodon pfeifferi é uma espécie de bivalve da família Hyriidae.
É endémica do Brasil.